# London on da Track
London on da Track, właściwie London Holmes (ur. 27 marca 1991) – amerykański producent muzyczny i autor tekstów pochodzący z Atlanty, w stanie Georgia. Współpracował z takimi wykonawcami jak: 50 Cent, Waka Flocka Flame, Rich Homie Quan, Gucci Mane, T.I., Travis Porter, Rich Kidz i Young Thug.